# Ioan Vancea
Ioan Vancea de Buteasa (ur. 18 maja 1820 w Érvasad, zm. 31 lipca 1892 w Balázsfalvie) – rumuński duchowny katolicki obrządku bizantyjskiego, biskup Gherli (1865–1868), arcybiskup metropolita Fogaraszu i Alba Iulia (1868–1892).

## Życiorys
Ioan Vancea urodził się w Kriszanie, w Érvasad (obecnie Vășad w gminie Curtuișeni, w okręgu Bihor). Pochodził z rodziny szlacheckiej. Jego rodzina wywodziła się z Marmaroszu, z Oncești (obecnie miejscowość w gminie Oncești, w okręgu Marmarosz), następnie mieszkała w Buteasa (obecnie pod administracją Șomcuta Mare), skąd wywodzi się szlacheckie nazwisko „de Buteasa”. Przodkowie późniejszego arcybiskupa osiedli potem w Vășad (okręg Bihor). Ukończył dwie klasy szkoły podstawowej w swojej rodzinnej wiosce, a następnie uczęszczał do szkoły przyklasztornej (gimnazjum premonstratensów) w Oradei, jako stypendysta fundacji Ignațiu Darabanta. W 1841 r. został wysłany do Barbareum w Wiedniu, gdzie odbył 4-letnie studia teologiczne.
Po powrocie z Wiednia został wyświęcony w 1845 r. w rodzinnej miejscowości przez biskupa Oradei Vasile’a Erdeliego. Mianowano go kanclerzem i protokolantem kurii biskupiej. 19 listopada 1845 r. został proboszczem w Makó, a 7 grudnia tego samego roku został wysłany do Instytutu św. Augustyna w Wiedniu, gdzie uzyskał stopień doktora teologii w 1848 roku.
Ioan Vancea powrócił do Oradei 31 lipca 1848 roku. Był archiwistą, protokolantem i nauczycielem w seminarium, a następnie sekretarzem biskupim. W 1855 r. został mianowany kanonikiem i szefem kancelarii diecezjalnej oraz diecezjalnym inspektorem szkolnym, a także sekretarzem biskupa. W 1865 r., po śmierci biskupa Ioana Alexiego, został wybrany biskupem Gherli. Papież Pius IX 25 września 1865 r. potwierdził wynik elekcji, a 3 grudnia 1865 r. Vancea został konsekrowany przez biskupa Iosifa Popa Silaghiego w katedrze w Oradei. 28 stycznia 1866 r. odbył ingres do katedry w Gherli.
Odbywał wizyty kanoniczne w takich miastach, jak: Năsăud, Beclean, Dej i Gherla. W ciągu dwóch lat posługi biskupiej w Gherli Ioan Vancea założył drukarnię, regulował życie kapłanów i wiernych zgodnie z chrześcijańską moralnością. W związku z tym skodyfikował egzamin kurialny, obowiązkowy dla kandydatów do kapłaństwa przed święceniami. Opublikował pierwszy „Schematyzm Diecezjalny” w 1867 roku.
Biskup Ioan Vancea popierał rozwój rumuńskiego szkolnictwa – każdy awans kapłański był uwarunkowany postępem jakości edukacji w szkołach wyznaniowych. Wprowadził naukę języka rumuńskiego, w tym pieśni kościelnych, dla rumuńskich studentów w gimnazjach katolickich.
Po śmierci metropolity Alexandru Sterca-Șuluțiu sobór elekcyjny w Blaju wybrał jego następcą Ioana Vanceę 11 sierpnia 1868 r. Wybór został potwierdzony przez Stolicę Apostolską 21 grudnia 1868 r.
9 listopada 1869 r. udał się do Rzymu w towarzystwie swojego sekretarza, dr. Victora Mihaly’ego de Apșy, aby uczestniczyć w soborze watykańskim I. Przebywał w Rzymie do 30 czerwca 1870 r. Ioan Vancea był pierwszym, który w bazylice św. Piotra na Watykanie odprawił liturgię greckokatolicką w języku rumuńskim (28 stycznia 1870 r.).
Ioan Vancea jako metropolita kontynuował prace (własne i swoich poprzedników) na rzecz umocnienia rumuńskiego Kościoła unickiego, m.in. poprzez wizytacje kanoniczne, synody diecezjalne, publikacje kanonów dotyczących prawd wiary, dyscypliny i organizacji, rozbudowę szkolnictwa i fundacji na rzecz sierot, wdów, księży oraz szkół wyznaniowych. Wysłał Augustina Buneę na studia na Papieski Uniwersytet Urbaniana.
Walczył o rumuńską sprawę narodową w Siedmiogrodzie. Wraz z Georgem Barițem, Iliem Măcelarem i Ioanem Rațiu podpisał memorandum z Blaju (3 lipca 1872 r.), w którym domagano się między innymi autonomii w edukacji, języka rumuńskiego w szkolnictwie wyższym i zawodowym. Sprzeciwiał się planom madziaryzacji zaproponowanym przez ministra wyznań religijnych i oświecenia publicznego, Ágostona Treforta.
Metropolita Ioan Vancea zmarł w Blaju 31 lipca 1892 r. Został pochowany w krypcie arcybiskupów w katedrze Świętej Trójcy w Blaju.